# Đau lưng dưới
Đau lưng dưới (tiếng Anh: lower back pain) hay đau thắt lưng là những cơn đau xuất hiện ở vùng ngang thắt lưng, cơn đau có thể kéo xuống mông và chân.
Cơn đau có thể thay đổi từ một cơn đau liên tục đến một cảm giác nhói đột ngột. Đau lưng dưới có thể được phân loại theo thời gian cấp tính (đau kéo dài dưới 6 tuần), nửa mãn tính (6 đến 12 tuần) hoặc mãn tính (hơn 12 tuần). Tình trạng này có thể được phân loại thêm bởi nguyên nhân cơ bản là đau cơ học, phi cơ học hoặc đau ở vị trí khác. Các triệu chứng đau lưng dưới thường được cải thiện trong vòng vài tuần kể từ thời điểm bắt đầu, với 40-90% người hoàn toàn khỏe hơn sau 6 tuần.
Trong hầu hết các cơn đau lưng dưới, một nguyên nhân cơ bản cụ thể không được xác định, với cơn đau được cho là do các vấn đề cơ học như căng cơ hoặc khớp. Nếu cơn đau không biến mất với điều trị bảo thủ hoặc nếu nó đi kèm với các "tín hiệu đỏ" như giảm cân không rõ nguyên nhân, sốt hoặc các vấn đề quan trọng với cảm giác hoặc cử động, có thể cần thử nghiệm thêm để tìm một nguyên nhân cơ bản nghiêm trọng. Trong hầu hết các trường hợp, các công cụ hình ảnh như chụp cắt lớp vi tính X-quang không hữu ích và mang theo những rủi ro riêng của chúng. Mặc dù vậy, việc sử dụng hình ảnh y khoa trong đau lưng dưới đã tăng lên. Một số cơn đau lưng dưới là do đĩa đệm bị hư hỏng, và xét nghiệm nâng chân thẳng là hữu ích để xác định nguyên nhân này. Ở những người bị đau mãn tính, hệ thống xử lý cơn đau có thể bị trục trặc, gây ra đau đớn rất nhiều chỉ để đáp ứng với các sự kiện không nghiêm trọng.
Điều trị ban đầu nên dùng các phương pháp điều trị không dùng thuốc. Nếu các cách này không đủ hiệu quả, có thể dùng các thuốc chống viêm không steroid. Cần tiếp tục vận động bình thường ở mức tối đa có thể. Có một số lựa chọn khác cho những người không cải thiện với điều trị thông thường. Thuốc giảm đau nhóm opioid có thể hữu ích nếu thuốc giảm đau đơn giản là không đủ, nhưng chúng thường không được khuyến cáo do tác dụng phụ. Phẫu thuật có thể có lợi cho những người bị đau mãn tính và khuyết tật liên quan đến đĩa đệm hoặc hẹp cột sống. Đau lưng dưới thường ảnh hưởng đến tâm trạng, có thể được cải thiện bằng cách tư vấn tâm lý hoặc dùng thuốc chống trầm cảm.
Khoảng 9 đến 12% số người có bệnh đau lưng dưới tại bất kỳ thời điểm nào, và gần 25% báo cáo có bệnh ở một thời điểm nào đó trong khoảng thời gian một tháng. Khoảng 40% số người mắc bệnh đau lưng dưới ở một số thời điểm trong cuộc sống của họ, với ước tính cao tới 80% trong số những người ở các nước phát triển. Khó khăn khi vận động thường bắt đầu từ 20 đến 40 tuổi. Đàn ông và phụ nữ bị ảnh hưởng như nhau. Đau lưng dưới phổ biến hơn ở những người trong độ tuổi 40–80, với tổng số cá nhân bị ảnh hưởng dự kiến sẽ gia tăng khi dân số già đi.

## Phân loại
- Đau lưng cấp tính: Cơn đau kéo dài dưới 12 tuần.
- Đau lưng bán cấp tính: Cơn đau từ 6-12 tuần.
- Đau lưng mãn tính: Những cơn đau kéo dài trên 12 tuần.

## Dấu hiệu và triệu chứng
Triệu chứng đau cấp tính có thể xuất hiện khi thực hiện các động tác mang, vác di chuyển sai tư thế. Cơn đau có thể xuất hiện ngay sau khi bạn thực hiện các động tác trên, hoặc khi thức dậy vào sáng hôm sau. Triệu chứng đau có thể xảy ra ở một vị trí cụ thể hoặc toàn vùng lưng dưới. Tình trạng có thể xấu đi khi thực hiện các chuyển động như nâng chân, thay đổi vị trí, ngồi hoặc đứng. Đau lan tỏa xuống chân (gọi là đau thần kinh tọa). Các cơn đau lưng dưới cấp tính thường xuất hiện ở độ tuổi từ 20 đến 40. Đây thường là lý do đầu tiên để gặp chuyên gia y tế ở người trưởng thành. Các đợt tái phát xảy ra ở hơn một nửa số người mắc bệnh, các lần sau thường đau hơn lần đầu.
Đau lưng dưới mãn tính có liên quan đến các vấn đề về giấc ngủ, bao gồm: Thời gian cần để chìm vào giấc ngủ, rối loạn giấc ngủ, giấc ngủ ngắn và ngủ không đủ giấc. Ngoài ra, phần lớn những người bị đau lưng mãn tính đều có triệu chứng trầm cảm hoặc lo lắng.

## Nguyên nhân
- Viêm loét dạ dày khiến cho hệ dây chằng co thắt, các bộ phận hạn chế nhu động và có thể bị dịch chuyển vị trí. Bởi vậy, cơ hoành không thể thả xuống hết được và chân cơ không được nghỉ ngơi. Chính điều này gây cảm giác đau lưng dưới.
- Lạc nội mạc tử cung đây là một căn bệnh phụ khoa. Với những triệu chứng như đau nhiều vùng bụng, vùng xương chậu và cả vùng lưng.
- Hội chứng ruột kích thích là hiện tượng đại tràng bị kích thích, tăng co bóp. Dẫn tới sự phản ứng thái quá của cơ thể đối với một số loại thức ăn. Gây ra những triệu chứng đó là đau bụng, tiêu chảy, đau đầu và đau lưng dưới.
- Viêm tụy.
- Đau rễ thần kinh thường kèm theo cảm giác ngứa ran.
- Đau lưng dưới cũng có thể là triệu chứng của bệnh sỏi thận. Sỏi gây tắc đường nước tiểu từ thận xuống bàng quang gây ra các cơn đau lưng cột sống…
- Thoát vị đĩa đệm thắt lưng
- Thoái hóa cột sống thắt lưng
- Nhiễm trùng tiết niệu: Với các triệu chứng tiểu ra máu, nước tiểu màu vàng, nặng mùi… và đau lưng.
- Viêm ruột thừa: Biểu hiện đau âm ỉ ở vùng thắt lưng bên phải. Cơn đau tăng dần, kèm theo triệu chứng sốt và buồn nôn.
- Mang vác vật nặng không đúng tư thế. Cũng là nguyên nhân phổ biến gây đau lưng dưới.

## Sinh lý bệnh

### Cấu trúc lưng
Vùng thắt lưng (hoặc lưng dưới) được tạo thành từ năm đốt sống (L1-L5), đôi khi bao gồm xương sống. Ở giữa các đốt sống này là đĩa đệm, ngăn ngừa sự cọ xát giữa các đốt sống trong khi vẫn bảo vệ tủy sống. Dây thần kinh đi qua các lỗ hở cụ thể giữa đốt sống, cung cấp cho da cảm giác và truyền thông điệp đến cơ bắp. Tính ổn định của cột sống được đảm bảo bởi các dây chằng và cơ ở lưng và bụng. Các khớp nhỏ được gọi là các khớp xương giới hạn và định hướng chuyển động của cột sống.
Các bó cơ chạy lên và xuống dọc theo phía sau của cột sống, có vai trò rất quan trọng giữ cho cột sống thẳng và ổn định trong nhiều chuyển động thông thường như ngồi, đi và nâng. Vấn đề của các cơ này thường được tìm thấy ở những người đau lưng mãn tính, bởi vì cơn đau lưng khiến người đó sử dụng các cơ lưng không đúng cách trong việc cố gắng tránh cơn đau. Vấn đề với các bó cơ vẫn tiếp tục ngay cả sau khi cơn đau biến mất, và có lẽ là một lý do quan trọng khiến cơn đau trở lại. hướng dẫn cho những người bị đau lưng mãn tính về cách sử dụng các cơ này được khuyến khích như là một phần của chương trình phục hồi.
Một đĩa đệm gồm có một lõi keo ở giữa và được bao quanh bởi một vòng sợi. Khi ở trạng thái bình thường, không bị tổn thương, hầu hết các đĩa đệm này không được phục vụ bởi hệ thống tuần hoàn hoặc thần kinh - máu và dây thần kinh chỉ chạy ra bên ngoài đĩa. Các tế bào chuyên biệt có thể tồn tại mà không cần cung cấp máu trực tiếp nằm ở bên trong đĩa. Theo thời gian, các đĩa mất đi tính linh hoạt và khả năng hấp thụ các lực vật lý. Khả năng xử lý các lực vật lý bị suy giảm làm tăng áp lực lên các bộ phận khác của cột sống, khiến cho các dây chằng dày lên và tăng trưởng xương trên đốt sống. Kết quả là, có ít không gian để tủy sống và rễ thần kinh có thể đi qua. Khi đĩa bị thoái hóa do chấn thương hoặc bệnh tật, cấu trúc của đĩa đệm sẽ thay đổi: đĩa đệm có thể bị thoát ra ngoài chèn ép lên rễ thần kinh. Bất kỳ thay đổi nào trong số này có thể dẫn đến đau lưng.

## Điều trị
Muốn điều trị dứt điểm chứng đau lưng dưới. Trước tiên cần phải xác định chính xác nguyên nhân gây bệnh. Từ đó sẽ có biện pháp điều trị phù hợp nhất. Trong trường hợp nguyên nhân gây đau lưng dưới là các bệnh lý, cần điều trị các bệnh lý này trước.